# Cut-up

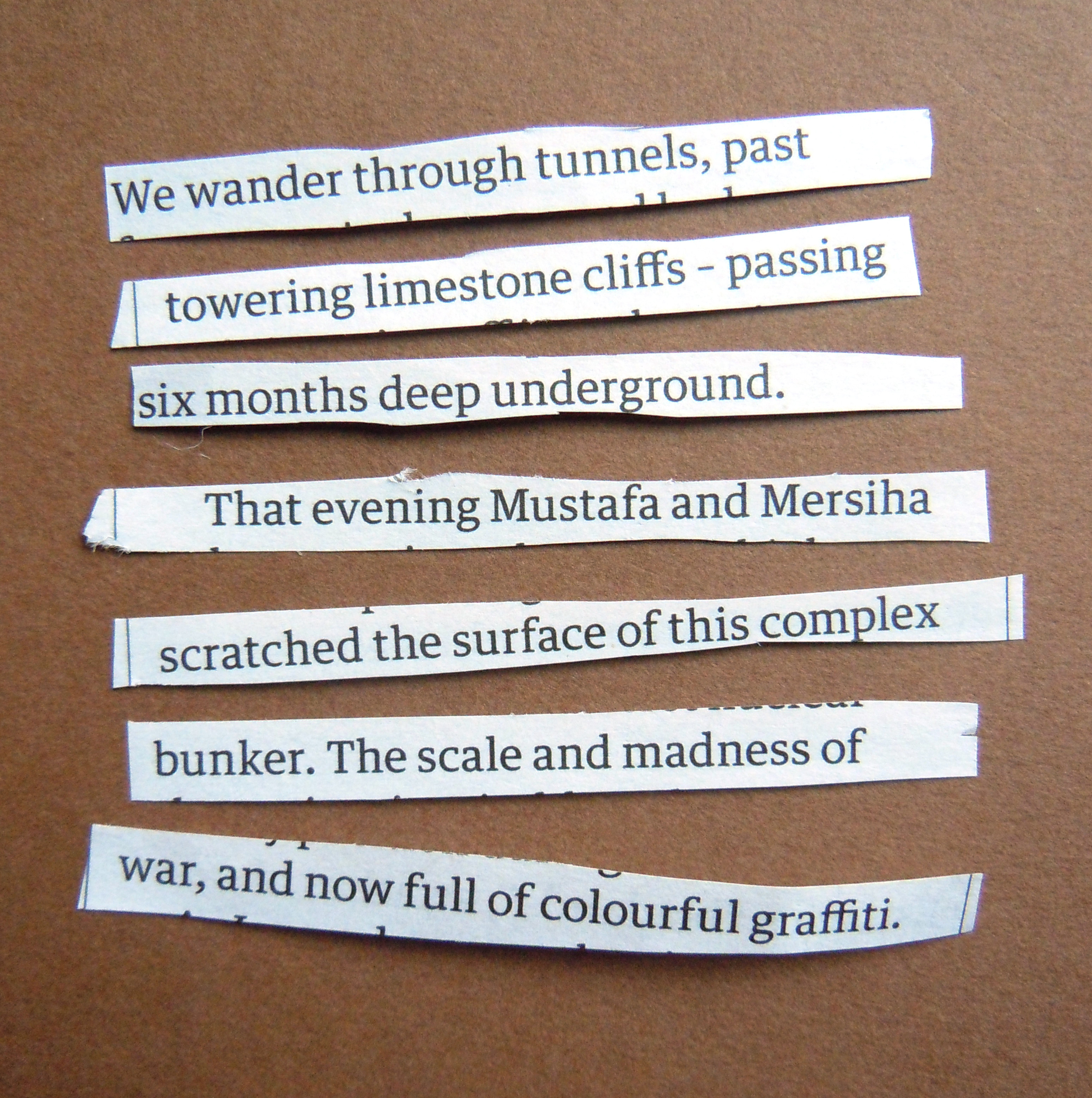
Exemple de cut-up réalisé à partir d'un article de presse.

Le cut-up (lit. le découpé) est une technique (ou un genre) littéraire, inventée par l'auteur et artiste Brion Gysin, et expérimentée par l'écrivain américain William S. Burroughs, où un texte original se trouve découpé en fragments aléatoires qui sont réarrangés pour produire un texte nouveau.  
Le cut-up est intimement lié au mode de vie et à la philosophie de la Beat Generation définie par William S. Burroughs et Jack Kerouac. Il tente de reproduire les visions dues aux hallucinogènes, les distorsions spatio-temporelles de la pensée sous influence toxique (phénomène de déjà-vu notamment). Esthétiquement, le cut-up se rapproche du pop-art, des happenings et du surréalisme d'après-guerre (Henri Michaux par exemple) et de sa quête d'exploration de l'inconscient. Philosophiquement, Burroughs y voit l'aboutissement du langage comme virus et l'écriture comme un lâcher prise de la conscience (il proclame : « language is a virus »).
Le cut-up, technique assumée et créatrice, se différencie :
- de fragments de textes d’autres auteurs parfois ajoutés aux portions découpées du texte original ;
- de textes non originaux découpés puis réarrangés (collages) ;
- du plagiat qui est le vol littéraire d'un texte appartenant à un autre auteur.

Ce procédé est à mettre en relation avec le principe du détournement néo-dada que l'on retrouve dans les œuvres de Gil J Wolman et Guy Debord datant des années 1950/1960.

## Œuvres produites parcut-up
- The Exterminator (1960) écrit avec Brion Gysin à Los Angeles.
- Minutes to go (1960) écrit avec Brion Gysin, Gregory Corso et Sinclaire Beiles à Paris.
- La Machine molle (1961)
- Le Ticket qui explosa (1962)
- Nova express (1964)